# Биба, Бардок
Бардок Биба (алб. Bardhok Biba; 10 мая 1923, Орош, Мирдита, Княжество Албания — 6 августа 1949, Качинар, Мирдита, НРА) — албанский коммунист, секретарь организации АПТ в Мирдите. Убит боевиками антикоммунистической подпольной организации. В НРА был посмертно объявлен Народным героем, в современной Албании — почётный гражданин Решена.

## Коммунист из знатного рода
По рождению принадлежал к знатному католическому клану Маркагьони, традиционно доминировавшему в Мирдите — хотя семья Биба не относилась к старшим ветвям клана. Начальное образование получил в родном Ороше, затем поступил в гимназию Шкодера. Находился под влиянием главы клана Гьона Маркагьони.
Вопреки ожиданиям Маркагьони, во время учёбы Бардок Биба тесно сошёлся с коммунистами, в том числе Кемалем Стафой, Эмином Дураку, Перлатом Реджепи, Бранко Кадией и Йорданом Мисьей (которые также впоследствии погибнут как участники Сопротивления и будут посмертно провозглашены Народными героями Албании). Постоянно нарушал гимназическую дисциплину. За коммунистическую активность Биба подвергался полицейским преследованиям. В 1939 пробрался в югославскую Подгорицу, где установил связь с черногорскими коммунистами. Гьон Маркагьони вынужден был признать, что Бардок «отбился от рук».
С 1943 Бардок Биба состоял в Коммунистической партии Албании (КПА; с 1948 — Албанская партия труда, АПТ). Во время Второй мировой войны был организатором коммунистического подполья в различных районах Мирдиты. В качестве партизанского командира периодически сталкивался с фашистскими формированиями Гьона-старшего.

## Партийный секретарь
После прихода к власти КПА в 1944 Бардок Биба стал одним из руководителей коммунистической администрации в Мирдите. С декабря 1948 занял пост регионального секретаря АПТ.
Деятельность Бибы была отмечена интенсивной ломкой традиций и патриархальных обычаев, прежде всего кровной мести. Активно развивалась система образования и здравоохранения, в деревнях появились школы и больницы. При этом Биба отстаивал региональные прерогативы и автономные права Мирдиты и Решена.
По инициативе Бардока Бибы была проведена местная амнистия, затронувшая 517 человек. Торжественно декларировалось примирение всех жителей Мирдиты. Органы партийного контроля относились к Бибе с некоторой настороженностью, отмечая «опасный горский дух», безразличие к госсобственности, склонность к панибратству с населением.
Особый драматизм ситуации заключался в том, что во главе антикоммунистических сил Мирдиты стояли родственники Бардока Бибы из клана Маркагьони. Гьон Маркагьони и его сын Ндуэ эмигрировали в Италию, но фактически руководили подпольной организацией Komiteti i Maleve — Горный комитет. Оперативное командование на месте осуществляли сыновья Гьона Марк и Леш, затем двоюродный брат Ндуэ Пьетер Гьомаркай. Бардок Биба рассматривался подпольщиками как смертельный враг, подлежащий уничтожению за измену горским клановым традициям и семейным ценностям.

## Убийство и репрессии
1 июля 1949 Горный комитет принял решение о терактах против коммунистических функционеров в Мирдите. 7 августа 1949 Бардок Биба был застрелен из засады, когда возвращался с партийной конференции. На месте убийства была оставлена записка: «Именем Горного комитета!»
Непосредственных убийц Бардока Бибы Сигурими обнаружить не смогла (по некоторым данным, исполнители во главе с Ндуэ Байрактари сумели уйти через границу в Югославию). Однако по личному приказу Энвера Ходжи в Мирдите была проведена массированная репрессивная кампания. На место прибыли министр внутренних дел Мехмет Шеху, его заместитель Михалак Зичишти, директор Сигурими Бекир Ндоу, председатель Военного суда Бильбиль Клоси, полковник Сигурими Зийя Камбо, лейтенант Тогер Баба (он же Ходо Хабиби). Сигурими провела спецоперацию с внедрением в повстанческий отряд партийного функционера Паля Мелюши, личного друга Бибы, рвавшегося отомстить. 12 апреля 1950 Мелюши погиб от «дружественного огня» госбезопасности.
Марк Биба, отец Бардока Бибы, требовал от Мехмета Шеху не преследовать невиновных. Однако в Мирдите были арестованы около 300 человек. Перед судом предстали 29, к смертной казни приговорены 14 — четверо повешены, десять расстреляны. Ни один из них не имел отношения к убийству Бардока Бибы.

## Память
Бардок Биба был посмертно удостоен звания Народный герой. В период правления АПТ его образ считался официальным символом Мирдиты, всячески акцентировался партийно-государственной пропагандой. Этому способствовали политические особенности Бибы — популистский стиль руководства, избегание жестокостей. Убийством Бибы обосновывались политические репрессии, создавался культ «бдительности и беспощадности к врагу» (нечто подобное делу Кирова в СССР 1930-х).
После падения коммунистического режима в Албании отношение к Бардоку Бибе изменилось. Он стал восприниматься прежде всего как функционер АПТ. Ещё в 1990 в Решене были удалены из присутственных мест его изображения.
Однако Бардок Биба по-прежнему популярен в Мирдите. В мае 2012 он был объявлен почётным гражданином Решена. В заслугу ему ставится социально-экономическое развитие региона, повышение статуса города, амнистия и запрет кровной мести.
Албанские коммунисты рассматривают убийство Бардока Бибы как «зверское преступление», нарушившее не только закон, но и горский обычай. Антикоммунисты не считают это действие достойным актом, не ставят его в один ряд с борьбой Балли Комбетар, Кельмендским восстанием Восстанием Коплику, Пострибским восстанием, Восстанием Жапокики, Фронтом сопротивления. В то же время репрессии и казни в Мирдите 1949 года, жертвами которых становились люди, не связанные с этим убийством, расцениваются как преступление властей.

## Семья
Бардок Биба был женат, имел дочь Марию. Его сестра Марта и трое её сыновей были репрессированы при правлении Энвера Ходжи.